# Ren Hayakawa
Ren Hayakawa, född 24 augusti 1987 i Anyang, Sydkorea, är en japansk bågskytt som tog OS-brons i lagtävlingen vid de olympiska bågskyttetävlingarna 2012 i London.